# Céron
Céron ist eine französische Gemeinde mit 264 Einwohnern (Stand: 1. Januar 2022) im Département Saône-et-Loire in der Region Bourgogne-Franche-Comté (vor 2016 Bourgogne). Sie gehört zum Arrondissement Charolles und zum Kanton Paray-le-Monial (bis 2015 Marcigny). Die Einwohner werden Céronnais genannt.

## Geographie
Céron liegt in der Landschaft Charolais am Fluss Urbise und seinem Zufluss Sernay. Nachbargemeinden von Céron sind Le Bouchaud im Norden und Westen, Bourg-le-Comte im Nordosten, Chambilly im Osten, Artaix im Süden und Südosten, Chenay-le-Châtel im Süden sowie Urbise im Südwesten.

## Bevölkerungsentwicklung
| Jahr                      | 1962 | 1968 | 1975 | 1982 | 1990 | 1999 | 2006 | 2011 | 2016 |
| Einwohner                 | 505  | 460  | 395  | 358  | 313  | 272  | 284  | 289  | 265  |
| Quelle: Cassini und INSEE |      |      |      |      |      |      |      |      |      |

## Sehenswürdigkeiten
- Kirche Saint-Pierre-et-Saint-Paul
- Schloss La Frédière aus dem 18. Jahrhundert

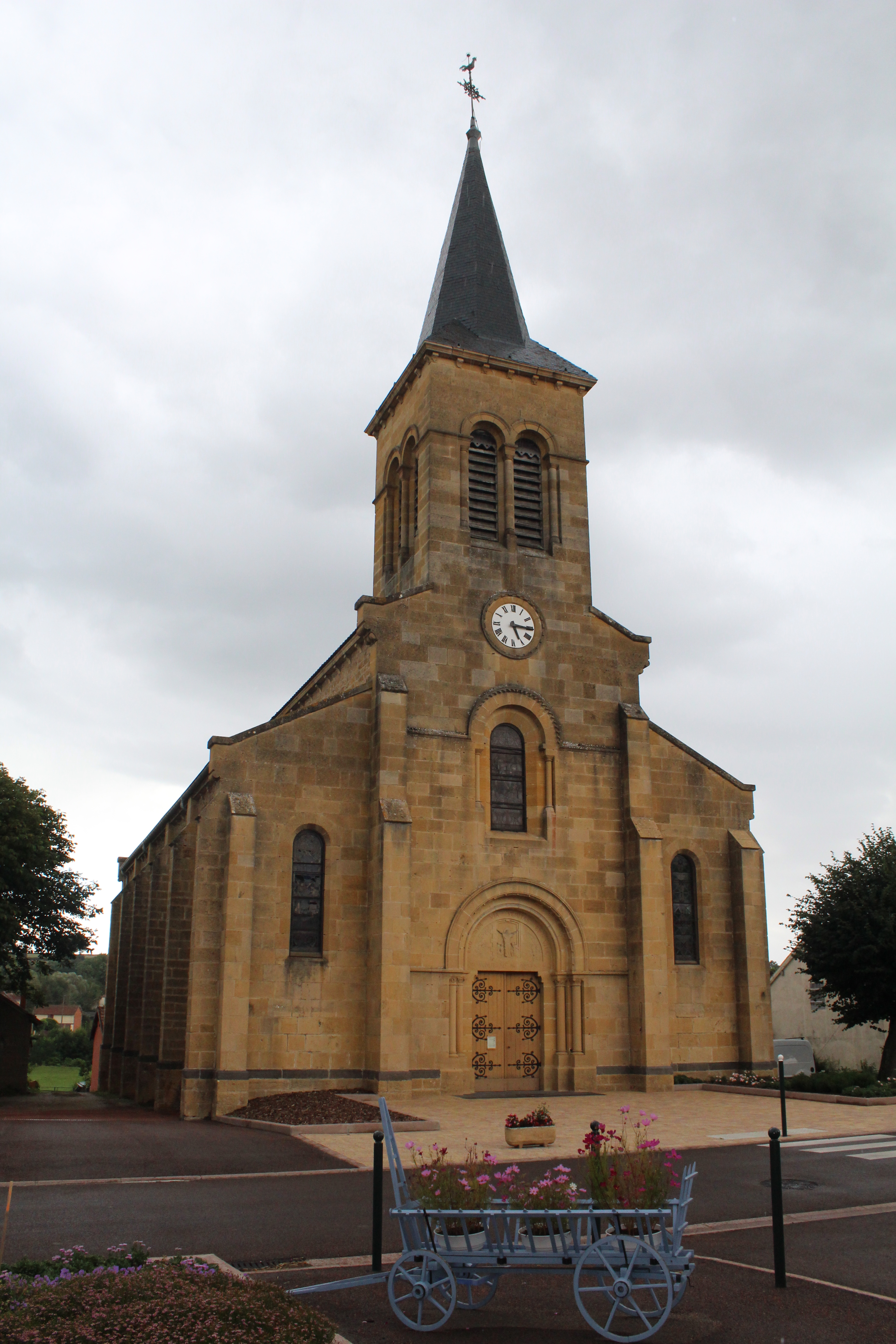
Kirche Saint-Pierre-et-Saint-Paul